# Juanulloa verrucosa
Juanulloa verrucosa là loài thực vật có hoa trong họ Cà. Loài này được (Rusby) Hunz. & Subils mô tả khoa học đầu tiên năm 1991.